# 엘리너 카루치
엘리노어 카루치(Elinor Carucci, 1971년 6월 11일 ~ )는 이스라엘, 미국의 사진작가이다.

## 생애
엘리노어 카루치는 1971년 6월 11일 예루살렘에서 태어났다. 그녀는 1989년부터 1991년 이스라엘에서 군 복무를 수행했고, 1995년 베잘렐 예술 디자인 아카데미(Bezalel Academy of Arts and Design)에서 학사 학위를 취득했다. 엘리노어는 그의 남편 에란과 두명의 아이와 함께 뉴욕에 거주하며 작품 활동을 이어나가고 있다. 그녀는 프린스톤 대학에서 교수로 재직했고, 뉴욕 스쿨 오브 비쥬얼 아트 대학원에서 사진학과 교수로 재직하고 있다.

## 작품
- 클로저. 2002. ISBN 9780811834940.
- 크로니클. 2009. ISBN 9780811870443.
- 다이어리 오브 어 댄서. 2005. ISBN 978-3865211552.
- 마더. 2013. ISBN 978-3791348155.